# أماد ديالو
أماد ديالو (مواليد 11 يوليو 2002) هو لاعب كرة قدم من ساحل العاج يلعب في مركز الجناح في نادي مانشستر يونايتد.

## روابط خارجية
- أماد ديالو على موقع الاتحاد الأوربي (الإنجليزية)
- أماد ديالو على موقع إي إس بي إن إف سي (الإنجليزية)
- أماد ديالو على موقع قاعدة بيانات كرة القدم.إي يو (الإنجليزية)
- أماد ديالو على موقع ليكيب (الفرنسية)
- أماد ديالو على موقع ناشيونال فوتبول تيمز (الإنجليزية)
- أماد ديالو على موقع Soccerbase.com (لاعب) (الإنجليزية)
- أماد ديالو على موقع Soccerway.com (الإنجليزية)
- أماد ديالو على موقع عالم كرة القدم.نت (الإنجليزية)
- أماد ديالو على موقع أوليمبيديا (الإنجليزية)
- أماد ديالو على موقع AS.com (الإسبانية)